# Kecamatan Ngantang
Kecamatan Ngantang är ett distrikt i Indonesien.   Det ligger i provinsen Jawa Timur, i den västra delen av landet, 600 km öster om huvudstaden Jakarta. Kecamatan Ngantang ligger vid sjön Waduk Selorejo.